# Sărăcie extremă

Populația mondială în sărăcie extremă

Rata absolută a sărăciei, bazată pe dolarul internațional PPP constant în 2011, potrivit NAVTEJ, Banca Mondială în 2014. Potrivit estimărilor revizuite de către Banca Mondială privind sărăcia extremă, însoțită de dezvoltarea economică regională, rata sărăciei extreme a scăzut semnificativ în China și India, iar Nigeria devine capitala sărăciei lumii. În alte țări, sărăcia extremă a crescut în funcție de criteriile de referință pentru 2011 comparativ cu criteriile de referință din 2005.

Sărăcia extremă sau absolută a fost inițial definită de Organizația Națiunilor Unite în 1995 drept o stare caracterizată de lipsă severă a resurselor necesare pentru satisfacerea nevoilor umane fundamentale, incluzând alimentele, apa potabilă, instalațiile sanitare, educația și mijloacele de informare. Aceasta nu depinde doar de venituri, ci și de accesul la diferite servicii. În 2018, sărăcia extremă este definită de Banca Mondială în baza unui prag internațional al sărăciei  stabilit la un venit de 1,90 dolari/zi (pe baza prețurilor din 2011, echivalentul a 2,07 dolari în 2017). Raportată la prețurile practicate în SUA în 1996, acest prag este echivalent cu un câștig de 1.00 dolar pe zi, de aici și expresia utilizată frecvent: subzistență cu „mai puțin de un dolar pe zi". Marea majoritate a persoanelor aflate într-o situație de sărăcie extremă, adică aproximativ 96% dintre acestea, locuiesc în Asia de Sud, Africa Subsahariană, vestul Indiei și în regiunea Asia-Pacific; aproape jumătate trăiesc doar în India și China. Începând cu 25 iunie 2018, în ciuda resurselor bogate, Nigeria a devenit capitala sărăciei din lume, cu peste 86 de milioane de cetățeni care trăiesc într-o sărăcie extremă.
Reducerea sărăciei extreme și a foametei a fost primul Obiectiv de Dezvoltare al Mileniului (ODM1), stabilit în anul 2001 de către 189 state membre ale Organizației Națiunilor Unite. Mai exact, ODM1 a stabilit obiectivul de reducere a ratei sărăciei extreme la jumătate până în 2015, scop ce a fost îndeplinit cu 5 ani înainte de termen. Acest obiectiv a fost creat pentru a pune capăt sărăciei de pretutindeni în toate formele sale, iar comunitatea internațională, inclusiv ONU, Banca Mondială și Statele Unite, a stabilit obiectivul de a pune capăt sărăciei extreme până în 2030.

## Definiție

### Definiția bazată pe venituri
Sărăcia extremă este definită de Comunitatea Internațională ca un câștig mai mic de 1,25 dolari pe zi. Inițial, când au fost publicate pentru prima dată Obiectivele de Dezvoltare ale Mileniului, linia internațională a sărăciei a fost stabilită la câștigul de 1 dolar pe zi. Totuși, în 2008, pentru a recunoaște niveluri mai ridicate ale prețurilor în mai multe țări în curs de dezvoltare decât estimările anterioare, Banca Mondială a modificat linia la 1,25 dolari. 
Începând cu anul 2015, potrivit indicatorilor ONU, aproximativ 836 de milioane de persoane rămân în continuare în sărăcie extremă. În 2010, numărul se ridica la 1,2 miliarde. În ciuda numărului semnificativ de persoane care încă se află sub pragul sărăciei internaționale, aceste cifre reprezintă un progres semnificativ pentru comunitatea internațională, deoarece numărul actual este mult mai mic decât numărul celor care trăiau în sărăcie extremă în 1990, acesta fiind de 1,9 miliarde. Deși există multe critici privind o abordare pur bazată pe venit pentru măsurarea sărăciei extreme, linia de 1,25 dolari / zi rămâne indicatorul cel mai utilizat, întrucât este ușor accesibil publicului și "atrage atenția asupra celor care au lipsuri depline.
La 23 septembrie 2015, publicația Financial Times din Marea Britanie a raportat că Banca Mondială intenționează să-și revizuiască indicatorul de referință bazat pe venit, până la 1,90 dolari pe zi, pe baza prețurilor din 2011. Odată cu evoluția costului vieții în întreaga lume, linia de sărăcie globală trebuie actualizată periodic. Noua linie a sărăciei globale utilizează date actualizate ale prețurilor pentru a descrie cât mai exact posibil costurile legate de necesarul de alimente, îmbrăcăminte și adaposturi din întreaga lume. Cu alte cuvinte, valoarea reală de 1,90 dolari în prețurile din 2011 este identică cu 1,25 dolari în 2005.

### Critici / alternative comune
Deși este utilizat pe scară largă de majoritatea organizațiilor internaționale, linia sărăciei extreme de 1,25 dolari / zi va fi examinată de mai mulți factori. De exemplu, atunci când se utilizează pentru a calcula raportul dintre numărul persoanelor care trăiesc sub nivel, rata de 1,25 dolari / zi nu poate capta alte măsuri importante, cum ar fi adâncimea sărăciei, sărăcia relativă și modul în care oamenii își văd propria situație financiară cunoscut sub numele de "linia de sărăcie socială subiectivă". În plus, calculul pragului sărăciei se bazează pe mai multe ipoteze ce țin de egalitatea numerică a puterii de cumpărare, omogenitatea dimensiunii și a compoziției casei, dar și prețurile de consum pentru a determina bunurile esențiale. Nu mai vorbim de faptul că ar putea lipsi date din cele mai sărace țări, ceea ce ar putea diminua și mai mult imaginea.
Pentru soluționarea acestor probleme, s-au propus mai multe instrumente alternative pentru măsurarea sărăciei extreme, care includ și alți factori, cum ar fi malnutriția și lipsa accesului la învățământ elementar. Astfel, raportul privind dezvoltarea umană din 2010 a introdus Indexul Sărăciei Multidimensionale (ISM), care măsoară nu doar veniturile, ci și nevoile fundamentale. Folosind acest instrument, Programul Națiunilor Unite pentru Dezvoltare (PNUD) a estimat că aproximativ 1,5 miliarde de persoane au rămas în sărăcie extremă, spre deosebire de cifra convențională de 1,2 miliarde. Având în vedere că această cifră este considerată "holistică", ea poate aduce o nouă lumină asupra lipsurilor dintr-o țară. De exemplu, în Etiopia, 39% din populație este considerată extrem de săracă în cadrul măsurilor convenționale, iar 90% se află în sărăcie multidimensională.
O altă versiune a ISM, cunoscută sub numele de Metoda Alkire-Foster, creată de Sabina Alkire și James Foster de la Oxford Poverty and Human Development Initiative (OPHI), poate fi clasificată pentru a arăta atât frecvența, cât și intensitatea sărăciei. Acest instrument este util ca funcționar de dezvoltare, folosind metoda "M0" (care se calculează prin înmulțirea procentului de oameni săraci cu procentul dimensiunii spațiului în care sunt lipsiți), poate determina cauzele cele mai probabile ale sărăciei într-o anumită regiune. De exemplu, în Fâșia Gaza a Palestinei, utilizarea metodei M0 arată că sărăcia din regiunea respectivă este cauzată în primul rând de lipsa accesului la electricitate și apă potabilă, dar și de supraaglomerarea populației. În schimb, datele din regiunea Chhukha, din Bhutan, arată că venitul are o contribuție mult mai importantă pentru sărăcie, spre deosebire de alte dimensiuni din regiune.
În opinia publică din întreaga lume, oamenii supuși cercetării totuși tind să creadă în mod incorect că sărăcia extremă nu a scăzut..

## Tendințele actuale

### Parcursul spre un nivel zero al sărăciei
În anul 2016, conform definiției Băncii Mondiale cu rata de 1,9 dolari pe zi, aproximativ 766 de milioane de persoane rămâneau în sărăcie extremă (sau aproximativ 1 din 10 persoane) . Aproape jumătate trăiesc în India și China, peste 85% trăind în doar 20 de țări.
De la mijlocul anilor 1990, s-a înregistrat o scădere constantă atât a ratei sărăciei la nivel mondial, cât și a numărului total de persoane sărace. În 1990, procentul populației globale care trăia în sărăcie extremă era de 43%, iar în 2011, acest procent a scăzut la 21%.  Această reducere a ratei sărăciei extreme se află în concordanță cu primul obiectiv de dezvoltare al mileniului (ODM1) propus de fostul secretar general al ONU, Kofi Annan, care, de la începutul secolului a solicitat comunității internaționale să diminueze numărul persoanelor care trăiesc în sărăcie extremă până în anul 2015..

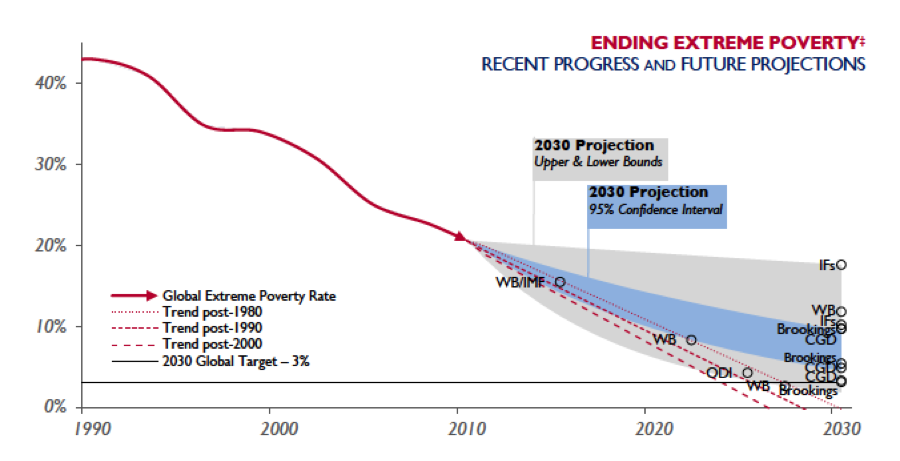
Diferite previziuni pentru perspectiva de a pune capăt sărăciei extreme până în 2030. Y -axis reprezintă procentul persoanelor care trăiesc în Sărăcia Extremă la nivel global.

Această reducere a sărăciei extreme a fost cea mai vizibilă în China, Indonezia, India, Pakistan și Vietnam. Între anii 1990 și 2010, aceste cinci țări au prezentat o scădere de 715 milioane de persoane mai mult decât media globală de 700 milioane.
Această anomalie în statistici poate fi explicată prin faptul că numărul persoanelor care trăiesc în sărăcie extremă în aproprierea desertului Sahara în Africa a crescut de la 290 de milioane la 414 milioane în aceeași perioadă. Oricum exista multe semne care prezic scaderea saraciei extreme pe termen lung.
Din anul 1999, numărul total al persoanelor care trăiesc în condiții extreme de sărăcie a scăzut în medie cu 50 de milioane pe an. Pe lângă aceaesta, în anul 2005, nivelul extrem al saraciei a început să scadă în fiecare regiune din lume, inclusiv în Africa. Toate acestea sunt datorate schimbării Declarației Mileniului întocmita de ONU în anul 2000, care a redus planul la anul 1990 din originalul anului 1996. Această schimbare a planului a ducând la o creștere a populației în China în anii ‘90.
Creșterea populației deja menționată, numărul persoanelor ce sunt afectați de sărăcie exteemă a scăzut de la 1,9 miliarde la 766 milioane în timp de 10 ani. Mulți economiștii estimează ca nivel de sărăcie extremă va ajuge la „zero” in perioada 2030-2035, acesta fiind finalul fenomenului de sărăcie extremă. Obiectivul  ”Global zero„ implică o lume în care mai puțin de 3% din populație trăiește în sărăcie extremă (proiectată în cele mai optimiste scenarii să fie mai puțin de 200 de milioane de oameni). Această cifră „zero” este stabilită la 3%, recunoscând faptul că o anumită cantitate de sărăcie  va continua să existe, indiferent dacă este cauzată de conflicte politice sau fluctuații economice neașteptate, cel puțin pentru viitorul apropiat. Cu toate acestea, instituția din Brookings observă că orice predicție asupra sărăciei pe o perioadă mai lungă de câțiva  ani are riscul să fie extrem de incertă. Acest lucru se datorează faptului că schimbările în consum și distribuție în întreaga lume în următoarele două decenii ar putea aduce mari schimbări sărăciei la nivel mondial.
Alte estimări sunt mai pesimiste cu privire la această posibilitate, mulți estimând o serie de  193 milioane până la 660 de milioane de persoane care trăiesc în sărăcie extremă până în 2035. În plus, unii cred că rata reducerii sărăciei se va reduce în statele în curs de dezvoltare, în special în Africa; astfel încât va dura mai mult de cinci decenii pentru a ajunge la zero la nivel global. În ciuda acestor afirmații, câteva organizații internaționale și naționale proeminente inclusiv ONU, Banca Mondială și guvernul federal al Statelor Unite (prin intermediul ASUDI- Agenția Statelor Unite pentru Dezvoltare Internațional ), au stabilit obiectivul de a atinge zero la nivel global până la sfârșitul anului 2030.

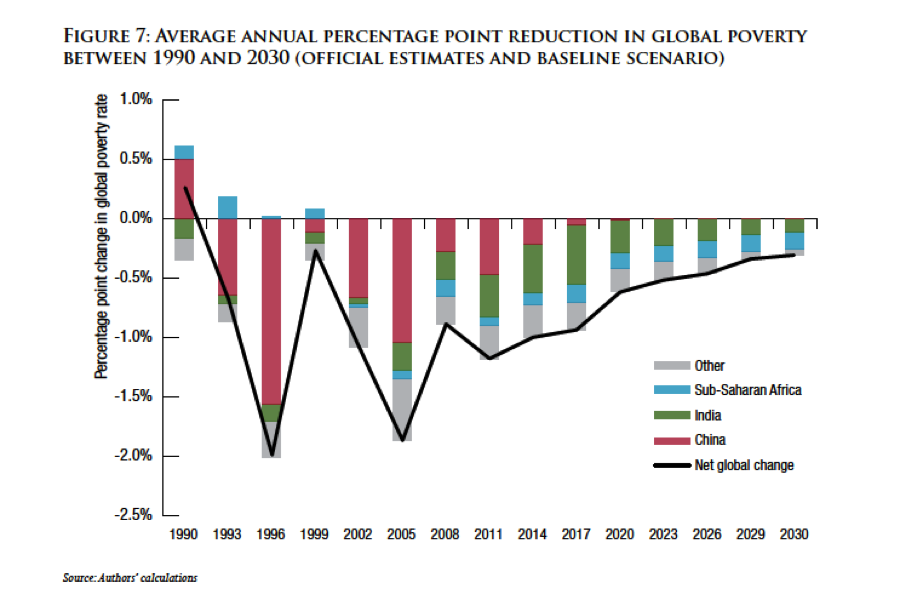

### Factori ce intensifică sărăcia extremă
Există o varietate de factori care pot întări sau instiga existența sărăciei extreme, cum ar fi instituțiile slabe, anturajurile violente și nivelurile scăzute de creștere economică. Studiile recente ale Băncii Mondiale arată că unele țări pot rămâne într-o stare perpetuă de fragilitate (fragility trap), în care factorii de mai sus împiedică națiunile cele mai sărace să iasă din această stare pentru o indelungată perioadă.  Mai mult, majoritatea reducerii sărăciei extreme din ultimii douăzeci de ani au avut loc în țări care nu au avut un conflict civil sau au avut instituții de guvernământ cu o capacitate puternică de a guverna efectiv. De aceea, pentru a pune capăt sărăciei extreme, este, de asemenea, important să ne concentrăm asupra problemelor ce crează fragilitate și conflicte.
ASUDI definește fragilitatea ca fiind lipsa de legitimitate a guvernului( ideea că guvernul este in stare să iși facă treaba ) și eficacitatea (cât de bun este guvernul în menținerea legii și ordinii într-un mod echitabil). Deoarece națiunile fragile nu reușesc să îndeplinească în mod echitabil și eficient funcțiile unui stat, aceste țări sunt mult mai predispuse la tulburări violente și la inegalități în masă. În plus, în țările cu niveluri ridicate de inegalitate (o problemă comună în țările cu instituții guvernamentale inadecvate), este necesară o dezvoltare mult mai rapidă pentru a reduce rata sărăciei în comparație cu alte națiuni. Să nu mai vorbim, după eliminarea Chinei și a Indiei din ecuație, până la 70% din săraci se regăsesc în state fragile într-un mod sau altul. În următorii ani, unii analiști ce monitorizează sărăciea extremă vor fi din ce în ce mai concentrați în state fragile, cu venituri mici, cum ar fi Haiti, Yemen și Republica Centrafricană. Cu toate acestea, unele cadre universitare, cum ar fi Andy Sumner, afirmă că sărăcia extremă va fi concentrată din ce în ce mai mult în țările cu venituri medii, creând un "paradox al sărăciei" deoarece săracii din lume nu locuiesc în cele mai sărace țări.
În ciuda acestei dezbateri, abordarea fragilității rămâne o problemă foarte reală. Pentru a ajuta țările instabile și cu venituri mici să facă tranziția spre pace și prosperitate, în 2011 a fost creat noul acord de angajament în statele fragile, aprobat de aproximativ 40 de țări și instituții multilaterale. Această "nouă înțelegere" reprezintă un pas important către problema fragilității, așa cum a fost inițial articulată de statele fragile autoidentificate, a cerut comunității internaționale nu numai să "facă lucrurile în mod diferit", ci și să "facă lucruri diferite".
Pe de altă parte, conflict civil rămâne, de asemenea, un prim motiv pentru perpetuarea sărăciei în întreaga lume în curs de dezvoltare. Conflict armat poate avea efecte severe asupra creșterii economice pentru o multitudine de motive – de a distruge bunurile, creează nedorite migrația în masă, distruge mijloacele de subzistență și deviază resursele publice față de război luptă. În mod semnificativ, o țară care a suferit o violență majoră în perioada 1981-2005 a avut rate de sărăcie extreme cu 21% mai mari decât o țară fără violență. În medie, conflictul civil va costa, de asemenea, o țară de aproximativ 30 de ani de creștere a PIB. Prin urmare, este necesar un angajament în comunitățile internaționale de a aborda situația deteriorării în statele extrem de fragile pentru a preveni pierderea masivă de vieți, dar și pentru a preveni ciclul vicios al sărăciei extreme. Prin urmare, este necesar un angajament reînnoit din partea comunității internaționale pentru a aborda situația deteriorării în statele extrem de fragile, atât pentru a preveni pierderea vieții în masă, cât și pentru a preveni ciclul vicios al sărăciei extreme
În 2013, constatarea dominantă într-un raport al Băncii Mondiale a fost că sărăcia extremă este cea mai răspândită în ceea ce numesc țări cu venituri mici. În aceste țări, Banca Mondială a constatat că progresul în reducerea sărăciei este mai lent, săracii trăiesc in condiții deplorabile cel mai afectații fiind copii de pâna la 12 ani.

## Conferințe internaționale

### Summit-ul Mileniului
În septembrie 2000, liderii mondiali s-au întâlnit la Summitul Mileniului ce a avut loc în New York, unde Organizația Națiunilor Unite(ONU) au pus în aplicare Proiectul Mileniului, acesta fiind sugerat de secretarul general Kofi Annan. La începutul conferinței, biroul secretarului general Annan a eliberat un raport numit „Noi oamenii: Rolul Națiunilor Unite în secolul XXI”. În acest document, cunoscut acum drept Raportul Mileniului, Kofi Annan a propus comunității internaționale „să adopte ca țintă înjumătățirea numărului de persoane ce trăiesc în sărăcie extremă și să ridice nivelul de trai a mai mult de un miliard de persoane, până în 2015.” Studiile citate arată că „există o legătură directă între creșterea și reducerea nivelului de trai scăzut în țările sărace”. Annan a cerut liderilor mondiali să aibă în vedere problema sărăciei extreme din fiecare regiune fără discriminări.  Jeffrey Sachs, un economist cunoscut în dezvoltare, a fost numit responsabil cu acest proiect, iar în 2005 a lansat un plan numit „Investigarea Dezvoltării: Un plan practic pentru a atinge scopurile dezvoltarea milenară”.

### Summit-ul mondial 2005
Summitul Mondial din 2005 a avut loc în septembrie și a fost organizat pentru a verifica progresul mondial în vederea îndeplinirii Scopului Dezvoltării Milenare. Conferința a adunat mai mult de 170 de șefi de stat. Liderii prezenți la summit erau încurajați de scăderea gradului de sărăcie din unele țări, dar în același timp existau îngrijorări în legătură cu modul inegal al scăderii acestui grad în diferitele zone ale lumii. La finalul summitului, membrii prezenți la conferință au reconfirmat angajamentul de a atinge Scopul Dezvoltării Milenare până în 2015 și au cerut tuturor organizațiilor supranaționale, naționale și non-guvernamentale să urmeze acest exemplu. 

## Agenda de Dezvoltare de după 2015
Odată cu apropierea anului 2015, comunitatea internațională s-a concentrat pe intensificarea eforturilor de a îndeplini scopurile propuse inițial în Scopul Dezvoltării Milenare. S-a înregistrat un progres semnificativ în atingerea scopurilor propuse inițial în Scopul Dezvoltării Milenare, astfel ținta propusă, reducerea numărului de persoane ce trăiesc în sărăcie extremă la jumătate a fost atinsă „cu 5 ani înainte de 2015... s-a redus numărul de persoane ce trăiesc în sărăcie extremă cu 700 de milioane în 2010 față de 1990. Însă, la nivel global 1.2 miliarde de persoane încă trăiau în sărăcie extremă”. O excepție de la caz este Africa subsahariană, unde numărul persoanelor ce trăiesc în sărăcie extremă a crescut de la 290 de milioane în anul 1990 la 414 milioane în 2010, însumând mai mult de o treime din numărul total de pe glob.

Astfel, ONU a convenit să formeze o Înaltă Comisie de Specialiști care să ofere consiliere în legătură cu Agenda de Dezvoltare de după 2015. Raportul Înaltei Comisii intitulat „Un nou parteneriat global pentru eradicarea sărăciei și transformarea economiilor printr-o dezvoltare sustenabilă” a fost publicat în mai 2013. În acest raport Înalta Comisie menționa: 
Eradicarea sărăciei extreme este doar începutul. Aceasta este importantă, dar trebuie sa privim într-o perspectivă mult mai largă: să îndrumăm țările spre o dezvoltare sustenabilă – construirea bazelor puse în 2012 în cadrul Conferinței ONU din Rio de Janeiro și de a face față provocărilor cu care nicio țară, dezvoltată sau în curs de dezvoltare, nu a avut de a face până acum. Recomandăm secretarului general ca deliberările pe tema noii agende de dezvoltare să urmeze viziunea eliminării sărăciei extreme odată pentru totdeauna.
Acest raport a hotărât ca scopul principal al Agendei de Dezvoltare Post-Milenare să fie „eradicarea sărăciei extreme până în 2030.” Raportul a scos în evidență că Scopul Dezvoltării Milenare nu era destul, deoarece „nu se concentra pe efectele conflictelor și a violențelor în dezvoltare... este nevoie de o bună guvernare și de instituții stabile pentru o dezvoltare durabilă.” Prin urmare, există o asociere între documentele înaintate de Statele Unite (prin intermediul USAID), Banca Mondială și ONU în ceea ce privește legătura dintre fragilitatea și lipsa unei bune guvernări în accentuarea sărăciei extreme. Pornind de la viziunea altor organizații, Comisia a propus ca Națiunile Unite să ridice nivelul sub care se consideră traiul în sărăcie extremă (nivel stabilit la 1.25$) la 2 dolari. Raportul menționează că această schimbare va reflecta faptul că eradicarea sărăciei extreme este „doar începutul.”
În completare, alte organizații precum Uniunea Europeană sau Uniunea Africană au făcut propriile declarații și recomandări în legătură cu ceea ce trebuie inclus în Agendă. Comunicatul Comisiei Europene, publicat în „O viață decentă pentru toți: de la viziune la acțiune colectivă”, a confirmat angajamentul luat de ONU de „a elimina sărăcia extremă din contextul actual și de a găsi o cale sigură de a asigura o viață decentă pentru toți până în anul 2030”. Comisiei s-a concentrat de asemenea asupra problemelor mediului (pe lângă celelalte probleme precum foametea sau inegalitatea dintre sexe). Comisia susține de asemenea că „reducerea pe termen lung a sărăciei necesită o creștere inclusivă și sustenabilă. Această creștere trebuie să se folosească eficient de resurse, să creeze locuri de muncă și să sprijine eforturile de atenuare a schimbărilor climatice." 

### Conferințele Națiunilor Unite privind Țările Slab Dezvoltate(TPD)
Conferințele Națiunilor Unite pentru Țările cel mai Puțin Dezvoltate au fost o serie de summituri organizate de ONU în ultimele câteva decenii, acestea căutând să promoveze o dezvoltare substanțială și uniformă a țărilor din „lumea a treia.” 
Prima conferință a Națiunilor Unite privind Țările cel mai Puțin Dezvoltate
Ținută între 1 și 14 septembrie 1981 la Paris, prima conferință de acest fel a fost organizată pentru a finaliza „Noul Program Substanțial de Acțiune” al ONU pentru anii 1980 în țările slab dezvoltate. Acest program, care a fost adoptat în unanimitate de către participanți, a susținut reformarea internă a țărilor cel mai puțin dezvoltate (menită să încurajeze creșterea economică) cu o completare economică puternică din exterior. Situația economică acestor țări s-a înrăutățit în anii 1980, deși au fost inițiate reforme politico-economice majore, iar ajutorul extern a fost unul semnificativ. Acest lucru a determinat ONU să organizeze o a doua conferință de acest fel după aproape un deceniu. 
A doua Conferință a Organizației Națiunilor Unite privind Țările cel mai Puțin Dezvoltate(TPD)
Organizată între 3 și 14 septembrie 1990, tot la Paris, a doua Conferință a celor mai Puțin Dezvoltate țări a fost convocată de ONU pentru a măsura progresele realizate de Țările cel mai Puțin Dezvoltate în îndeplinirea obiectivelor lor de dezvoltare în anii 1980. Recunoscând problemele care au afectat aceste țări în ultimul deceniu, conferința a formulat un nou set de politici naționale și internaționale pentru a accelera ratele de creștere ale națiunilor cele mai sărace. Aceste noi principii au fost incluse în „Declarația și Programul de acțiune de la Paris pentru Țările cel mai Puțin Dezvoltate pentru anii 1990”.
A patra Conferință a Organizației Națiunilor Unite privind Țările cel mai Puțin Dezvoltate(TPD)
Cea mai recentă conferință, care a avut loc în mai 2011 la Istanbul, a recunoscut faptul că maniera dezvoltării s-a schimbat fundamental de la prima conferință organizată cu aproape 30 de ani în urmă. În secolul XXI, fluxul capitalului  către economiile în curs de dezvoltare a devenit tot mai mult dominat de remiterile și investițiile străine directe, spre deosebire de asistența bilaterală și multilaterală. În plus, începând cu anii '80, au avut loc schimbări structurale semnificative la nivel internațional. Odată cu crearea conferinței G-20 (Grupul celor douăzeci de miniștri ai finanțelor și ai guvernatorilor băncilor centrale) a celor mai mari puteri economice, inclusiv a multor națiuni din regiunea Sudică, națiunile din trecut, nedezvoltate, au acum posibilitatea de a avea mai mult de spus în relațiile internaționale. În plus, conferința a recunoscut că, în mijlocul unei recesiuni globale profunde, asociată cu multiple crize (de energie, de climă, de alimente etc.), comunitatea internațională ar avea puține resurse pentru a ajuta țările cel mai puțin dezvoltate. Astfel, ONU a a avut în vedere participarea unei game largi de părți interesate (nu în ultimul rând țările cel mai puțin dezvoltate), esențială pentru formularea conferinței.

## Organizații care încearcă să pună capăt sărăciei extreme

### Organizații Internaționale

#### Banca Mondială
În 2013, Consiliul guvernatorilor Băncii Mondiale a stabilit două obiective a căror împlinire să fie prioritizată. În primul rând, să pună capăt sărăciei extreme până în 2030, un obiectiv care rezonează cu principiile ONU și administrației Obama. În plus, Grupul Băncii Mondiale a stabilit o țintă intermediară de reducere a sărăciei extreme sub 9% până în 2020. În al doilea rând, să se concentreze asupra dezvoltării ultimelor 40 de procente ale populației, în locul creșterii standard a PIB-ului. Acest angajament garantează ca evoluția lumii în curs de dezvoltare ridică oamenii din sărăcie, în loc să agraveze inegalitatea.
Având în vedere că principala prioritate a Băncii Mondiale este asigurarea creșterii economice pentru a asigura prosperitatea echitabilă, programele sale de dezvoltare au la bază principii de natură comercială, spre deosebire de ONU. Deoarece Banca Mondială recunoaște că locurile de muncă mai bune vor avea ca rezultat venituri mai mari și, prin urmare, mai puțină sărăcie, Grupul Băncii Mondiale urmărește să susțină inițiativele de formare profesională, programele de dezvoltare a afacerilor mici și legile puternice de protecție a muncii. Cu toate acestea, deoarece o mare parte a creșterii a lumii în curs de dezvoltare a fost inechitabilă, Banca Mondială a început, de asemenea, să colaboreze cu statele-client pentru a evidenția tendințele în inegalitate și pentru a propune schimbări ale politicii publice care pot echilibra condițiile de jo..
Mai mult decât atât, Banca Mondială se obligă la o varietate de initiative nutriționale, transferuri de plăți și inițiative bazate pe transport. Copiii care suferă de subnutriție de la concepție până la vârsta de doi ani prezintă un risc mult mai mare de dizabilitate fizică și mentală. Astfel, ei sunt adesea captivi în sărăcie și nu pot contribui în totalitate la dezvoltarea socială și economică a comunităților lor ca adulți. Grupul Băncii Mondiale estimează că până la 3% din PIB pot fi pierdute ca rezultat al sub-alimentației populației țarilor dintre cele mai sărace. Pentru a combate malnutriția, Grupul Băncii Mondiale a colaborat cu UNICEF și OMS pentru a se asigura că toți copiii mici sunt hrăniți în totalitate. De asemenea, Grupul Băncii Mondiale oferă transferuri condiționate de numerar către gospodăriile sărace care îndeplinesc anumite cerințe, cum ar fi menținerea asistenței medicale pentru copii sau asigurarea participării la școală. În cele din urmă, Grupul Băncii Mondiale înțelege că investițiile în transportul public și drumuri mai bune sunt esențiale pentru ruperea izolării rurale, îmbunătățind accesul la asistență medicală și oferind oportunități de angajare mai bune pentru cei săraci din lume.

#### ONU (Organizația Națiunilor Unite)
1. OCHA (Biroul pentru Coordonarea Afacerilor Umanitare)
Biroul pentru Coordonarea Afacerilor Umanitare (OCHA) al Națiunilor Unite are ca scop sincronizarea eforturilor disparate internaționale, naționale și non-guvernamentale de a înfrânge sărăcia. OCHA încearcă să prevină "confuzia" în operațiunile de salvare și să se asigure că răspunsul umanitar la situațiile dezastruoase are o mai mare responsabilitate și predictibilitate. Pentru a face acest lucru, OCHA a început să implementeze coordonatori umanitari și echipe naționale, pentru a oferi comunității internaționale o arhitectură solidă pe care să lucreze.
2. UNICEF (United Nations International Children's Emergency Fund)
Fondul Internațional pentru Urgențe ale Copiilor al Națiunilor Unite (UNICEF) a fost creat de ONU pentru a oferi alimente, îmbrăcăminte și asistență medicală copiilor europeni care se confruntau cu foamete și boli în perioada imediat următoare celui de-al doilea război mondial. După ce Adunarea Generală a ONU a extins mandatul UNICEF pe termen nelimitat în 1953, acesta a lucrat activ pentru a ajuta copiii aflați în sărăcie extremă în mai mult de 190 de țări și teritorii pentru a depăși obstacolele care stau în calea sărăciei, violenței, bolilor și discriminării. Domeniile actuale pe care acesta se axează sunt: 1) Supraviețuirea și dezvoltarea copilului 2) Educația de bază și egalitatea de gen 3) Copiii și HIV / SIDA și 4) Protecția copilului. 
3. UNHCR (United Nations High Commissioner for Refugees)
Agenția ONU pentru Refugiați (UNHCR) este mandatată să conducă și să coordoneze acțiunile internaționale pentru protejarea refugiaților din întreaga lume. Scopul său principal este de a proteja drepturile refugiaților, garantând că oricine își poate exercita dreptul de a solicita azil într-un alt stat, cu opțiunea de a se întoarce acasă în mod voluntar, de a se integra pe plan local sau de a se reinstaura într-o țară terță. UNHCR operează în peste 125 de țări, ajutând aproximativ 33,9 milioane de persoane.
4. PAM (Programul alimentar mondial)
Programul Alimentar Mondial (WFP) este cea mai mare agenție dedicată luptei împotriva foametei la nivel mondial. În medie, WFP aduce de mâncare, asistență pentru mai mult de 90 de milioane de persoane din 75 de țări. PAM nu numai că se străduiește pentru a preveni foametea în prezent, dar, de asemenea, în viitor, prin dezvoltarea unor comunități mai puternice, care vor face mâncare și mai sigure pe propriile lor. PAM are o serie de expertiză din Alimente Analiza de Securitate, Nutriție, produse Alimentare de Achiziții și Logistică.
5. OMS (Organizația Mondială a Sănătății)
Organizația Mondială a Sănătății (OMS) este responsabilă de asigurarea conducerii în materie de sănătate globală, formarea agendei de cercetare în domeniul sănătății, articularea deciziilor politice bazate pe dovezi și combaterea bolilor provocate de sărăcie, cum ar fi HIV / SIDA, malaria și tuberculoza. Mai mult, OMS se ocupă de probleme urgente, de la gestionarea siguranței apei, până la tratarea sănătății materne și a nou-născutului.

### Organizații bilaterale

#### ASUDI
Agenția Statelor Unite pentru Dezvoltare Internațională (ASUDI) este agenția guvernamentală a Statelor Unite care are rolul de a combate sărăcia extremă.În prezent ASUDI este cel mai mare donator din lume, deoarece Statele Unite furnizează majoritatea fondurilor pentru dezvoltare catre ASUDI si Departamentul de Stat al Statelor Unite.În discursul Presedintelui Barack Obama de la starea Uniunii din 2013, el a declarat că Statele Unite se alătura aliaților săi pentru a eradica sărăcia extremă în următorii 20 de ani, acest obiectiv fiind posibil de realizat.Odată cu apelul la acțiune al lui Barack Obama, ASUDI a declarat că eradicarea sărăciei extreme are rol de obiectiv central în misiunea sa.  Sub noul său model de dezvoltare, ASUDI dorește să eradicheze sărăcia extremă prin inovație în domeniile științifice și tehnice, prin luarea de decizii bazate pe dovezi și folosindu-se de ingeniozitatea sectorului privat și a cetățenilor planetei.
O inițiativă majoră a administrației Obama este Power Africa, care are scopul de a aduce energie electrica către 20 de milioane de oameni din Africa Subsahariană. Prin contactarea partenerilor internaționali a Statelor Unite, aceștia fiind partenerii comerciali ori partenerii publici, Statele Unite a atras mai mult de 14 miliarde de dolari din angajamente din afara după ce a investit numa 7 miliarde de dolari. Pentru a se asigura că inițiativa Power Africa va ajunge la cei mai săraci din regiune, inițiativa se folosește de o metodă bazată pe tranzacție pentru a crea o schimbare sistematică. Aceasta include extinderea accesului la electricitate către mai mult de 20. 000 de locuințe care sunt fără electricitate.
În ceea ce privește programele specifice, ASUDI lucrează în mai multe domenii cum ar fi prevenirea foametei, reducerea infectării cu virusul HIV, acordarea de asistență medicală și asistență referitoare la democrație, și de asemenea ajutor cu privința la problemele de gen. Pentru a asigura siguranța alimentară, care afectează aproximativ 842 de milioane de oameni (care se culcă flămânzi în fiecare noapte), ASUDI coordonează o inițiativă numită Feed the Future, care urmărește să reducă sărăcia și subnutriția cu 20 % odată la 5 ani. Mulțumită Președintelui, Planului de Urgența pentru Reducerea SIDA (PEPFAR) și a altor actori care s-au conformat, fregvența virusului HIV, care devasta Africa, a fost redusă în dimesiune și în intensitate prin acțiunile realizate de PEPFAR, Statele Unite s-a asigurat că peste 5 milioane de oameni au primit medicamente antivirale, o parte signifiantă din cei 8 milioane de oameni care trăiesc în tări relativ sărace au fost tratați..
În ceea ce privește asistența pentru starea generală de sănătate, ASUDI a reușit să reducă mortalitatea maternă cu 30 %, mortalitatea pentru copiii de sub 5 ani a fost redusă cu 35%, și a mai reușit și alte obiective propuse. De asemenea ASUDI susține gama de inițiative democratice, de la promovarea drepturilor omului și resposabilitate, guvernare dreaptă, susținerea a alegerilor și statul de drept. În urmărirea îndeplinirii a acestor obiective, ASUDI a reușit să majoreze participarea globală în activități politice prin pregătirea a 9. 800 de de observatori a alegerilor locale și prin oferirea de lecții de educație civică către 6.5 milioane de oameni. Din 2012, Agenția a început să integreze perspective critice despre sexe în întreaga programare pentru a se asigura că toate inițiativele ASUDI lucrează spre eliminarea discrepanțelor dintre sexe.Pentru a face asta, ASUDI încearcă să crească capacitățiile femeilor pentru a înțelege ce drepturi au și pentru a-și alege propriile căi în viață.De asemenea, ASUDI susține programe suplimentare pentru a consolida accesul femeilor către capital și piețe, pentru a le învăța anumite competențe în domeniul agricol și de a susține dorința femeilor de a avea o afacere.

#### DDI
Departamentul pentru Dezvoltare Internațională (DDI) este agenția principală a Regatului Unit pentru eradicarea sărăciei extreme.  Pentru a face acest lucru, DDI se concentrează pe crearea de locuri de muncă, împuternicirea femeilor și reacția rapidă la urgențele umanitare. 
Niște exemple specifice a proiectelor DDI sunt asistența de guvernare, inițiativele educaționale, și oferirea de fonduri pentru cercetare. în 2014, DDI va susține realizarea a unor alegeri „mai libere și mai drepte” în 13 țări.De asemenea DDI va asigura acces la justiție pentru 10 milioane de femei prin sisteme judiciare și va ajuta 40 de milioane de oameni sa își facă autoritățile mult mai resposabile. În 2015, DDI va ajuta 9 milioane de copii să meargă la scoala primară, din care macar jumate vor fi fete.  Totodată, prin proiectul Research4Development (R4D), DDI a oferit fonduri pentru 35. 000 de proiecte pentru a ajuta la crearea unor noi tehnologii vor ajuta pe cei mai săraci din lume.În aceste tehnologii sunt incluse: vaccinuri pentru vindecarea animalelor din Africa, metode mai bune de diagnosticare a tuberculozei, medicamente noi pentru combaterea malariei, și dezvoltarea a unui orez rezistent la inundații.
În afara cercetării tehnologice, proiectul R4D este folosit pentru a oferii fonduri pentru proiecte prin care se încearcă să se înțeleagă ce schibări în structurile guvernamentale ar trebuii să fie făcute pentru ai ajuta pe cei mai săraci din lume.

### Organizații neguvernamentale

#### ONG-uri
O multitudine de organizații neguvernamentale operează în zonele sărace pentru a atenua nivelul de sărăcie a acelor persoane.Unele din aceste organizații sunt: Salvați copiii, Overseas Development Institute , Concern Worldwide, ONE, triclkleUP și Oxfarm.Toate aceste organizații au lucrat pentru a alevia sărăcia extremă. 
Salvați Copiii este cea mai mare organizație internațională dedicată ajutorului copiilor. În 2013, Salvați Copiii a ajutat 143 de milioane de copii.  De asemenea Salvați Copiii a lansat propriul lor raport numit „a ajunge la zero”, , în care a argumentat că comunitatea internațională ar putea să îi ridice pe cei mai săraci să câștige mult mai mult de 1,25 de dolarit pe zi. Overseas Development Institute (ODI) este cel mai bun grup de experți din Regatul Unit bazați pe dezvoltarea internațională și probleme umanitare. ODI este dedicat în atenuarea suferinței celor mai săraci oameni din lume prin aprovizionarea reprezentanților instituțiilor de dezvoltare a lumii cu cercetări și  tactici practice pentru reducerea sărăciei. De asemenea ODI a lansat recent un studiu numit „Raportul Sărăciei Cronice 2014-2015: Drumul spre eliminarea sărăciei extreme” , în care autorii studiului au declarat că obiectivul comunității internaționale de a scăpa lumea de sărăcia extremă până în anul 2030 este lăudabil, și că mai multe resurse va trebuii să fie direcționate spre acest obiectiv pentru a îl duce la capăt. În studiu se afirmă că „pentru a eradica sărăcia extremă, este nevoie de o investiție masivă la nivel global pentru asistență socială, educație și creștere economică pentru țările sărace".
Concern Worldwide este o organizație umanitară internațională a cărei misiune este de a elimina sărăcia extremă prin influențarea deciziilor la toate nivele guvernului (local – international). De Asemenea Concern Worldwide a lansat un raport despre sărăcia extremă în care ei explică concepția lor despre sărăcia extremă, din punctul de vedere a unui ONG. În acest raport, numit „Ce înțelege Concern Worldwide despre sărăcia extremă”, cercetătorii precizează că sărăcia extremă presupune mult mai mult decât doar să trăiești cu mai puțin de 1,25 de dolari pe zi. De asemenea în acest raport se mai vorbește și despre cum este să ai un număr mic de bunuri și cum este să fi vulnerabil în fața șocurilor negative severe (acestea fiind naturale sau create de oameni).
ONE, organizație a cărui cofondator este Bono, este o organizație non-profit finanțată aproape în întregime de fundații, filantropiști și corporații. Obiectivele organizației ONE sunt creșterea conștiinței publice și susținerea liderilor politici în lupta împotriva bolilor care pot fi prevenite, pentru a crește responsabilitatea guvernelor și pentru a creștere investițiile în nutriție.  În cele din urmă, trickleUP este un program de dezvoltare destinat pentru cei care trăiesc cu un venit de sub 1,25 de dolari pe zi, care îi aprovizionează pe cei mai săraci cu finanțare directă și cu educație pentru ai ajuta să își facă o viață sustenabilă.
Alt ONG care lucrează pentru a elimina sărăcia extremă este Oxfam. Această organizație neguvernamentală activează majoritar în Africa, misiunea lor este de a îmbunătăți organizațiile comunitare locale și mai lucrează pentru a reduce impedimentele care apar în dezvoltarea unei țări. Oxfam ajută familiile care suferă din cauza sărăciei prin oferirea de mâncare și medicamente. Există mulți copii în Africa care suferă de încetinire a creșteri, iar acesta este o problemă pe care Oxfam s-a decis să rezolve.

#### Campanii
- Giving What We Can
- Global Poverty Project
- Live Below the Line
- Make Poverty History